# Commentarii de Bello Gallico
Commentarii de Bello Gallico (dansk: Kommentarer om den galliske krig) er en latinsk beretning, skrevet af Julius Caesar (omtaler sig selv i tredje person), om hans niårige felttog i Gallien, der endte med den romerske anneksion af størsteparten af Vesteuropa. I dansk oversættelse får værket ofte titlen Gallerkrigen eller Cæsars Gallerkrig.

## Indhold
I Commentarii de Bello Gallico beretter Cæsar om både de slag og de intriger, der fandt sted i løbet af den niårige periode, han tilbragte i Gallien som general for de romerske hære. Dertil indeholder værket beskrivelser af områderne og nogle af de folkeslag, der bor i dem. Det Gallien, Cæsar beskriver, er ikke entydigt gennem hele teksten. I nogle tilfælde omfatter det hele det moderne Frankrig, på nær den ældre provins Gallia Narbonensis, Belgien og dele af Schweiz, i andre kun det territorium, der var beboet af keltiske folkeslag, som romerne kaldte gallere, dvs. området mellem Lugdunum (Lyon) og den Engelske Kanal.
Den første bog omhandler hovedsageligt den Helvetiske krig i 58 f.v.t. Her beskriver Cæsar Gallien og felttoget mod helvetierne, som var et forbund af flere stammer, der i fællesskab havde besluttet at udvandre fra deres hjemegn i Alperne for med magt at etablere en ny bosættelse mod vest. Begrundelsen var overbefolkning. Cæsar anslår deres antal til ca. 300.000. Denne plan ville indebære en indtrængen i den romerske provins i Provence eller i romerske allieredes territorier. Da helvetierne erfarede, at Cæsar ikke ville tillade dette, dannede de en alliance, som skulle kæmpe mod romerne. Det betød, at romerne i første omgang blev drevet ud af Provence, førend Cæsar kunne besejre dem. De senere bøger beretter om felttogene mod bl.a. veneterne, akvitanerne, germanere og bretonere, invasionen af Britannien, den Galliske opstand og den endelig sejr over Vercingetorix ved Alesia.
Ifølge Cæsar begyndte en krigskampagne typisk i sensommeren, når forsyninger var rigelige, og sluttede omkring januar. Her vendte Cæsar hovedsageligt tilbage til sit vinterkvarter hos Sequani (kap. 42). Han havde op til otte romerske legioner under sin kommando, og med dem stod han over for en række forskellige stammehære, ofte bragt sammen i hastige alliancer. Ifølge Cæsar kunne disse hære bestå af mere 100.000 krigere. I sine sejrrige slag lod han sit kavaleri løbe de flygtende modstandere ned, herunder kvinder og børn. Efter et slag solgte han alle de 53.000 overlevende som slaver.
I løbet af krigens andet år var størsteparten af de fjendtlige stammer blevet besejret, og størsteparten af Gallien var i en eller anden form under romersk kontrol. Alle trusler mod de romerske provinser fra gallisk side må på dette tidspunkt have været meget usandsynlige. [kilde mangler] Det er derfor blevet foreslået, at denne bog var Cæsars svar på kritikerne af denne meget kostbare krig; hans politiske modstandere rejste flere gange spørgsmålet om, hvad nytte den havde gjort. Krigen havde været den dyreste hidtil i Roms historie. [kilde mangler]. Denne tolkning bygger fx på, at mange af de begrundelser Cæsar giver sine handlinger ofte retfærdiggør nye felttog; hans forklaring om invasionen i Britannien er fx, at de lokale hære i det nordvestlige Gallien flere gange blev forstærket af britiske lejetropper.[kilde mangler]

## De Bello Gallicosom skolebog
De Bello Gallico er ofte blevet fremhævet for sit flydende og letforståelige latin, og bogen udgør derfor tit det første stykke autentiske, latinske tekst, som latinstuderende bliver sat til at læse. [kilde mangler]. Bogens stil er blevet beskrevet som simpel og elegant, ikke retorisk eller tør som krønike, men udstyret med mange detaljer og stilistiske teknikker med det formål at fremme Cæsars politiske målsætning. . Dertil kommer værkets store værdi som geografisk og historisk kilde, (fx den berømte sætning: Gallia est omnis divisa in partes tres...). Dette er en af de første og i denne periode eneste litterære kilde til Nordeuropas historie. Andre vigtige passager er bl.a. beskrivelsen af gallernes klædedragt, (VI, 13), deres religion (VI, 17) og sammenligningen mellem gallere og germanere (VI, 24), visse kuriøse detaljer som fx oplysningen om germanernes manglende interesse for landbrug afslører dog, at værkets beskrivelse af de folkeslag skal behandles med stor varsomhed. (VI, 22).

## Danske oversættelser
- Gallerkrigen ; oversat af Koch, Joh. B., 1922
- Kommentar til de galliske krige; oversat af Ole Hansen, 1945
- Gallerkrigene ; oversat af O. Zimmermann, 1952
- Gallerkrigen ; oversat af Bo Grønbech, 1967